# Марсело Черигини
Марсело Черигини (порт. Marcelo Chierighini; Иту, 15. јануар 1991) бразилски је пливач чија специјалност је пливање спринтерских трка слободним стилом.

## Каријера
На међународној сцени Черигини је дебитовао на светском првенству у малим базенима које је у децембру 2010. одржано у Дубаију. На том првенству пливао је у штафети 4×100 слободно заједно са Сезаром Сјелом, Николасом Сантосом и Николасом Оливеиром, а бразилски тим је освојио бронзану медаљу уз нови јужноамерички рекорд. Наредне године по први пут је учестовао и на светском првенству у великим базенима које се одржавало у Шангају, поново је пливао у штафети 4×100 слободно која је тада заузела 9. место.
У августу 2012. учестовао је на ЛОИ у Лондону где је наступио у штафетним тркама на 4×100 слободно и 4×100 мешовито, а у оба случаја бразилски тим није успео да се пласира у полуфинала. 
На светском првенству у Казању 2015. у финалу трке на 100 слободно заузео је 5. место што му је био најбољи успех у појединачним тркама у дотадашњој каријери. Свој други наступ на Олимпијским играма забележио је на ЛОИ 2016. у Рију и успео је да се пласира у финала све три дисциплине у којима је учестовао. Поред штафетних трка на 4×100 слободно и 4×100 мешовито у којима су Бразилци заузели 5, односно 6. место, Черигини је у финалу трке на 100 слободно до циља дошао са осмим временом. 
Највећи успех у каријери постигао је на светском првенству у Будимпешти 2017. где је као члан штафете на 4×100 слободно, у којој су пливали још и Сезар Сјело, Бруно Фратус и Габријел Сантос освојио сребрну медаљу, што је уједно био и најбољи резултат Бразилаца у историји ове дисциплине. Бразилски тим је у финалној трци испливао време од 3:10,34 минута што је уједно био и нови јужноамерички рекорд, а сам Черигини је испливао и најбржу измену (46,85 с). У трци на 100 слободно био је 5. са временом од 48,11 секунди, а исту позицију заузео је и у штафети 4×100 мешовито када су поред њега пливали још и Енрике Мартинс, Жоао Гомес Жуниор и Гиљерме Гвидо.
Током 2018. је остварио неколико запаженијих резултата у штафетним тркама, прво на Панпацифичком првенству у Токију (злато на 4×100 слободно) и Светском првенству у малим базенима у Хангџоуу (бронза на 4×100 слободно). 
Серију доброх резултата на светским првенствима је наставио и у корејском Квангџуу 2019 где је заузео високо пето место у финалу трке на 100 слободно. Свега две недеље касније, на Панамеричким играма у Лими освојио је медаље у све четири трке у којима се такмичио, укључујући и два злата у тркама на 100 слободно и 4×100 слободно. 